# Абдыкалыков, Орозмат
Орозмат Абдыкалыкович Абдыкалыков (20 июня 1950 — 23 ноября 2022) — советский и киргизский государственный и политический деятель.

## Биография
Родился в 1950 году в селе Тамбашат Алайского района Ошской области.  В 1971 году окончил Фрунзенский политехнический институт по специальности:инженер-механик.
- 1971—73 — инженер-технолог Майли-Суйского электролампового завода.
- 1973—77 — инструктор, зав. кабинетом комсомольской работы, зав. отделом рабочей и сельской молодежи Ошского обкома ЛКСМ Киргизской ССР.
- 1979—1982 — инструктор ЦК ВЛКСМ;
- 1977—1979 и 02.1982—11.1982 — 1-й секретарь Ошского горкома ЛКСМ;
- 11.1982—01.1987 — 1-й секретарь ЦК ЛКСМ Киргизской ССР
- 1987—1990 — председатель исполкома Кара-Кульского городского Совета народных депутатов
- 1990—1991 — 1-й секретарь Кара-Кульского горкома Компартии Киргизии
- 1991—1992 — председатель Кара-Кульского городского Совета народных депутатов
- 1992—1994 — депутат ВС-председатель постоянной комиссии Верховного Совета КР по товарам народного потребления и торговли.
- 1994—1998 — руководитель аппарата премьер–министра - министр КР
- 04.1998—12.1998 — министр внешней торговли и промышленности КР;
- 1999—2005 — 1-й зам. председателя Социального фонда Кыргызской Республики
- 2005 — председатель правления частного Пенсионного фонда Кыргызстана.
- В марте-августе 2005 — первый заместитель руководителя Администрации президента Кыргызстана - зав. отделом организационной работы и политики государственного управления Администрации.
- сентябрь 2005—13 янв. 2012 — пред. Национального статистического комитета КР.

Делегат XXVII съезда КПСС.
Избирался депутатом Верховного Совета Киргизской ССР 12-го созыва.
Умер 23 ноября 2022 года в Бишкеке.